# Luka (gmina Nevesinje)
Luka (cyr. Лука) – wieś w Bośni i Hercegowinie, w Republice Serbskiej, w gminie Nevesinje. W 2013 roku liczyła 59 mieszkańców.